# Antonella Bottazzi
Antonella Bottazzi (Rocchetta Ligure, 19 gennaio 1944 – Milano, 23 marzo 1997) è stata una cantautrice italiana.

## Biografia
Scoperta da Gino Paoli, debutta nel 1966 con il 45 giri Non parliamone (con testo di Giorgio Calabrese), inciso per una delle case discografiche di Alberto Carisch, la MRC, usando il solo nome di battesimo; lo stesso anno pubblica un secondo singolo, per la CBS, firmandosi però con il nome d'arte di Alberta (mentre gli altri dischi degli anni '60 li inciderà nuovamente come Antonella).
Del 1967 è il suo esordio da cantautrice, scrivendo lei stessa i testi su musiche di Gian Piero Reverberi. Tuttavia le prove discografiche di questo primo periodo passano inosservate. Nel 1968 si iscrive alla Siae anche come compositrice, e viene lanciata da Marcello Marchesi nel programma televisivo I Tiribitanti; viene poi scelta dal chitarrista Franco Cerri come ospite fissa nel suo programma televisivo Quattro chitarre più una.
Nel 1970 vince il Premio Regionale "Cristoforo Colombo" per la musica leggera insieme ai Ricchi e Poveri, ed ottiene quindi un contratto con la casa discografica Numero Uno. Per l'etichetta di Mogol e Lucio Battisti incide il 45 giri Un cantico per frate Francesco, che le frutta altre apparizioni televisive, tra le altre Per un gradino in più, Domenica ore 12 e Chissà chi lo sa.
Nel 1972 esce il primo album, Delicato a te, per la Spark (distribuita dalla Dischi Ricordi), uno dei primi dischi a tematiche femminili e femministe, con una provocatoria copertina, opera di Gianni Sassi.
Nel 1973 Antonella Bottazzi partecipa a Un disco per l'estate e a Canzonissima con Un sorriso a metà e l'anno successivo al Festival di Sanremo con Per una donna donna, brano che riscuote un certo successo in Svizzera e Germania. Nello stesso 1974 è di nuovo a Sanremo, esibendosi (nella serata del 25 luglio) alla prima Rassegna della Canzone d'Autore curata dal Club Tenco.
Alla fine del decennio si dedica alla composizione di canzoni per bambini (Il porchiglio, Mattino di zucchero, La muccalla), che verranno raccolte in un LP, Canzoni di...; dopo un ulteriore 45 giri pubblicato all'inizio degli anni ottanta, si apparta dalle scene musicali, fino alla prematura morte nel 1997.
Francesca Brizzolara, Renato Cravero e il chitarrista Sandro Balmas hanno successivamente allestito uno spettacolo teatrale, Animali fantastici in "Varietà", basato sulle canzoni per bambini della Bottazzi.

## Discografia

### Album in studio
- 1972 - Delicato a te (Spark, SRLP 260 LG)
- 1979 - Canzoni di muccalle, pecodrilli, cignatte, scimpechi, porchigli & C. (Dischi dello Zodiaco, VPA 8436)

### Singoli
- 1966 - Non parliamone/Se saprò (MRC; inciso come Antonella)
- 1966 - Un giorno di più/Dimmelo ancora (CBS, 2441; inciso come Alberta)
- 1968 - Davvero davvero/Fantolina (Dischi Ricordi; SRL 10.511; inciso come Antonella)
- 1969 - Il ragazzo di piazza di Spagna/...un gatto! (Belldisc, BD 8023; inciso come Antonella)
- 1971 - Un cantico per frate Francesco/Ballata del porco (Numero Uno, ZN 50119)
- 1973 - Un sorriso a metà/Un non so che (Spark, SR 815 LG)
- 1974 - Per una donna, donna/Oggi all'improvviso (Spark, SR 822)
- 1975 - In me due me/La prima volta (Ariston Records, AR 00704)